# 京德勒西南钢铁
京德勒西南钢铁有限公司（BSE: 500228, NSE：JSWSTEEL）是印度最大的钢铁公司之一，年产能超过1800万吨。 是孟买的JSW Group的子公司， 集团经营范围包括钢铁、能源、基础设施、水泥、风投、运动等。

## 历史
1982年Jindal Group并购了Piramal Steel Limited，这是一家位于马哈拉施特拉邦塔拉普尔的小型钢铁厂，并更名为Jindal Iron and Steel Company（JISCO）。
1994年建立京德勒维贾亚纳加尔钢铁有限公司（Jindal Vijayanagar Steel Ltd.，縮寫 JVSL），位于卡纳塔克邦托拉納加魯。
2005年, JISCO与JVSL合并为JSW Steel Ltd.。 

## 爭議
儘管俄羅斯於2022年入侵烏克蘭後遭受國際制裁，JSW Steel仍繼續在俄羅斯運營，這一舉動引發了批評。該公司被列入了像《離開俄羅斯》（Leave Russia）這樣的監控平台，該平台追踪仍在該國活動的企業。批評者認為，JSW Steel 的行為削弱了國際社會對俄羅斯經濟孤立的努力，並可能對結束烏克蘭衝突的壓力產生不利影響。截至目前，該公司尚未公開回應這些指責，進一步加劇了外界對其企業責任和國際準則遵守情況的質疑。